# Hipparchia pallidalgirica
Hipparchia pallidalgirica är en fjärilsart som beskrevs av Ruggero Verity 1923. Hipparchia pallidalgirica ingår i släktet Hipparchia och familjen praktfjärilar. Inga underarter finns listade i Catalogue of Life.